# Île Rousseau
Die Île Rousseau ist eine kleine Insel am Abfluss der Rhone aus dem Genfersee. Die mit einigen Bäumen bestandene Insel wurde nach dem Genfer Schriftsteller Jean-Jacques Rousseau benannt.

## Lage
Die Insel befindet sich hinter der Pont du Mont-Blanc und ist über die Pont des Bergues, erreichbar. In für sie eingerichtete Unterkünften leben einige Enten und Schwäne.

## Geschichte
Die Insel wurde lange Zeit für verschiedene militärische und wirtschaftliche Gründe genutzt, so etwa als Werft. 1834 wird sie zur Île Rousseau umbenannt und mit dem Festland dank einer Brücke verbunden. Zu Ehren des Philosophen wurde eine ihn darstellende Statue dort erbaut.

## Weblinks

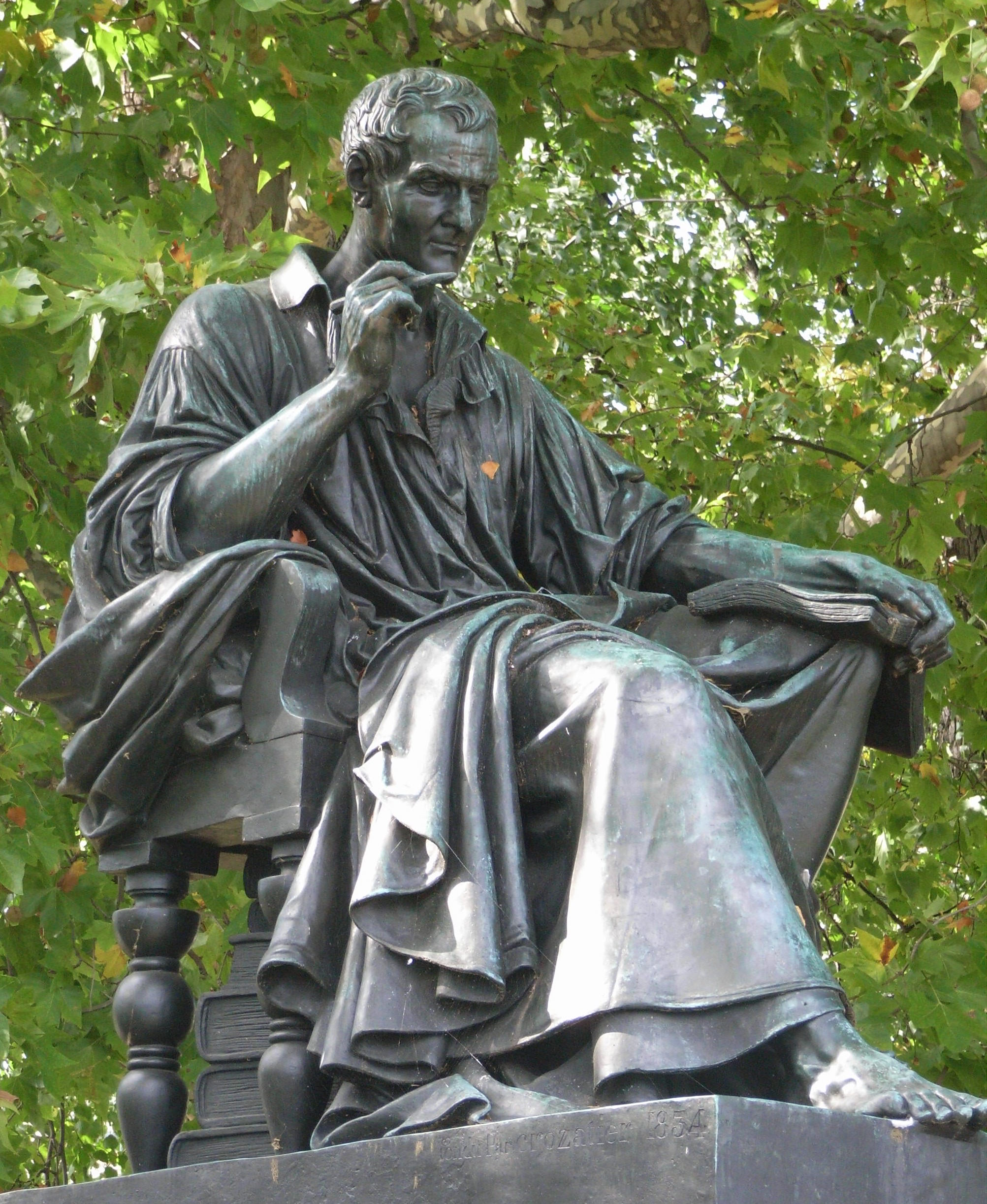
Rousseau-Statue auf der Île Rousseau

Ansicht der Ile Rousseau und des Pont du Mont Blanc von Norden her. Im Hintergrund der Salève, 1908